# Catherine Beauchemin-Pinard
Catherine Beauchemin-Pinard (Montreal, 26 giugno 1994) è una judoka canadese, vincitrice della medaglia di bronzo ai Giochi olimpici di Tokyo 2020.

## Palmarès
- Giochi olimpici

Parigi 2024: bronzo nei 63 kg.
- Campionati mondiali di judo

Tashkent 2022: argento nei 63 kg.
Budapest 2025: argento nei 63 kg.